# آناستاسیا آلیستراتاوا
آناستاسیا آلیستراتاوا ((به بلاروسی: Анастасія Алістратава)؛ زادهٔ ۱۶ اکتبر ۲۰۰۳) ژیمناست هنری زن اهل بلاروس است.